# Vandrer mod Lyset!
Vandrer mod Lyset! er et værk med etisk og religiøst indhold, oprindeligt udgivet i København i 1920 af den danske lektor og forfatter, Michael Agerskov. Bogen indeholder en række tekster, der ifølge udgiverens forord er "fremkommet ad intuitiv og inspiratorisk Vej gennem et kvindeligt Medium, min Hustru, Johanne Elisabeth f. Malling Hansen" .
Bogen blev til i årene 1913 til 1918.
Ifølge bogens forord er "Værkets Hovedformaal ... at klarlægge for Menneskene deres Oprindelse, Guds Forhold til dem og Kampen mellem det gode og det onde, Lyset og Mørket, samt at meddele Kristi sande Lære, befriet for Aarhundreders Tildigtninger og Forvanskninger; paa dette Punkt fortsætter og afslutter det saaledes de kirkelige Reformatorers Gerning." 
Et udførligt efterskrift til Vandrer mod Lyset! gør rede for tilblivelsen af værket. Ydermere har udgiveren Michael Agerskov i bogen 'Nogle Psykiske Oplevelser'  gjort rede for de begivenheder der ledte frem til nedskrivningen af Vandrer mod Lyset!
Hovedværket og tilknyttede skrifter udgives i dag af "Vandrer mod Lysets forlag".

## Karakteristik
Vandrer mod Lyset! betegnes af forlaget som en bog af "etisk, religiøs, filosofisk og videnskabelig art" (se forlagets hjemmeside). Den indeholder følgende hovedafdelinger: En historisk fremstilling, 'Ardors Beretning', der går fra de ældste tider til vore dage (1920); to taler af etisk-religiøst indhold, 'Kristi Tale' og 'Guds Tjeners Tale', med nogle tilknyttede lignelser; samt en kommentar til 'Ardors Beretning'. Hertil er føjet en oversigt af etisk, religiøst og filosofisk indhold. 
Den litterære stil varierer i de forskellige dele, men er generelt holdt i en klar og højtidelig sprogtone.

## Forholdet til kristendommen
Ifølge Vandrer mod Lyset! er flere af kristendommens centrale dogmer forkerte. Således forsoningslæren – der er en grundsøjle i kristendommen.
Ifølge Vandrer mod Lyset! sagde Gud til Jesus i forbindelse med hans inkarnation: 'Lær Menneskene at elske hverandre som Brødre og Søstre, lær dem at elske Lyset og at sky Mørkets onde og syndige Gerninger. Styrk dem i det gode, styrk dem i det sande. Lær dem at have Tillid til mig, deres Gud, deres Aands Fader.' (side 30). 
Med dette udgangspunkt, ville Jesus også komme til at stå overfor den 'Ældste af de Ældste' (Djævelen), og da var det hans opgave at huske at bede for Djævelen, når denne fristede ham (for Djævelen var også et barn af Gud, men dybt falden i Mørket). 
Hvis Jesus ikke kunne mindes dette, advarede Gud ham: "... da vil din Vandrings Vej blive stenet og støvet. Tornene ville stinge dig, kun faa ville elske dig, mange ville hade, spotte og forfølge dig – ja, Menneskene ville give dig Døden – Korsets død. Dette vil være den tak, de give dig for de Gaver, du bringer dem." (side 30). 
Jesu lidelse og død på korset var altså ikke Guds plan for Jesus, men resultatet af, at det ikke lykkedes ham at huske bønnen for 'den faldne broder'. Ifølge Vandrer mod Lyset! elsker Gud alle sine børn; der er ingen der skal fortabes eller udstødes og der er derfor ikke mening i en forsoning mellem Gud og mennesker. I det til Vandrer mod Lyset! hørende skrift 'Forsoningslæren og Genvejen'  behandles denne opfattelse af forsoningslæren i detaljer.  
Tilsvarende afvises også andre af kristendommens dogmer: Således dogmet om jomfrufødslen: 'Af Mands og Kvindes Attraa og Villie undfangedes og fødtes Jesu jordiske Legeme' (side 31), meget i de gammeltestamentlige skrifter afvises og forklares, Jesu forståelse af sakramenterne dåb og nadver beskrives som anderledes end den kristne kirkes opfattelse (side 47ff og 55ff), og dogmet om Jesu fysiske opstandelse afvises (side 60ff). Apokalypsen, den johannæiske "åbenbaring", siges at stamme fra Djævelens tanker om den dom og straf, der ventede ham og dem der faldt med ham. Apokalypsen afvises således også fuldstændigt.
Efter Jesu' død formåede Apostlene ifølge Vandrer mod Lyset! ikke at forkynde Jesu Lære, som de havde modtaget den fra ham, trods deres gode vilje (side 66 og 67). Derfor indsneg der sig fejl i deres forkyndelse. Paulus - Saul - beskrives som 'en vældig stridsmand for Jesus af Nazareth', men også han blev på nogle punkter vildledt af Djævelen og blandt andet inspireret til forsoningslæren: 'Og saaledes blev da Sauls Lære om Jesus af Nazareths Menneskevorden en Blanding af Lys og Mørke' (side 69). 
I følge Vandrer mod Lyset! er der således i Bibelen og Kristendommen både sandt og falskt, både Lys og Mørke.
Bogen beskriver, at der Igennem århundrederne siden Jesu' død gjordes mange forsøg på at bringe Kristi rene lære frem, blandt andre af Mani og profeten Muhammed (side 74 og 75), Luther (der tidligere var inkarneret som Paulus), Zwingli og Calvin (side 81 og 82).

## Menneskesynet i Vandrer mod Lyset!
Det livs- og menneskesyn, der fremlægges af Vandrer mod Lyset! har som afgørende grundlag læren om Guds uendelige og aldrig svigtende kærlighed til menneskene, om at ingen skal fortabes eller udstødes, om menneske-åndens gradvise udvikling via reinkarnation, om menneskelivet på en klode hvor Lysets og Mørkets kræfter strides, om tilgivelse af selv den dybest faldne ånd og om den lange vandring mod det fjerne mål, faderhjemmet, Guds rige.